# Biblia

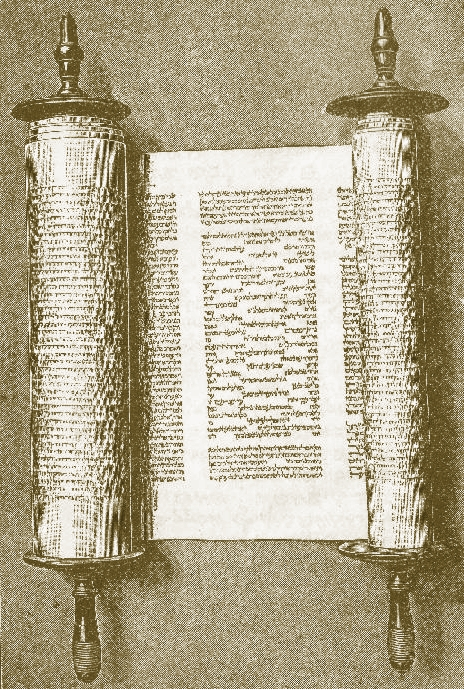
Zwój Tory w języku hebrajskim

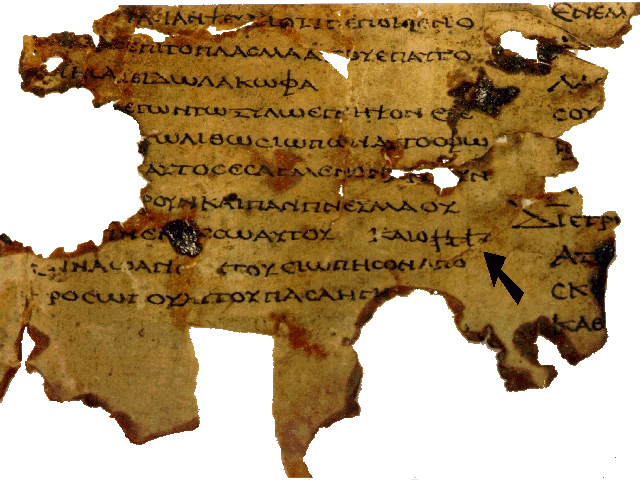
Starożytny fragment manuskryptu Septuaginty oznaczany jako LXX^{VTS 10a} (zwój Proroków mniejszych) ok. I wieku p.n.e.

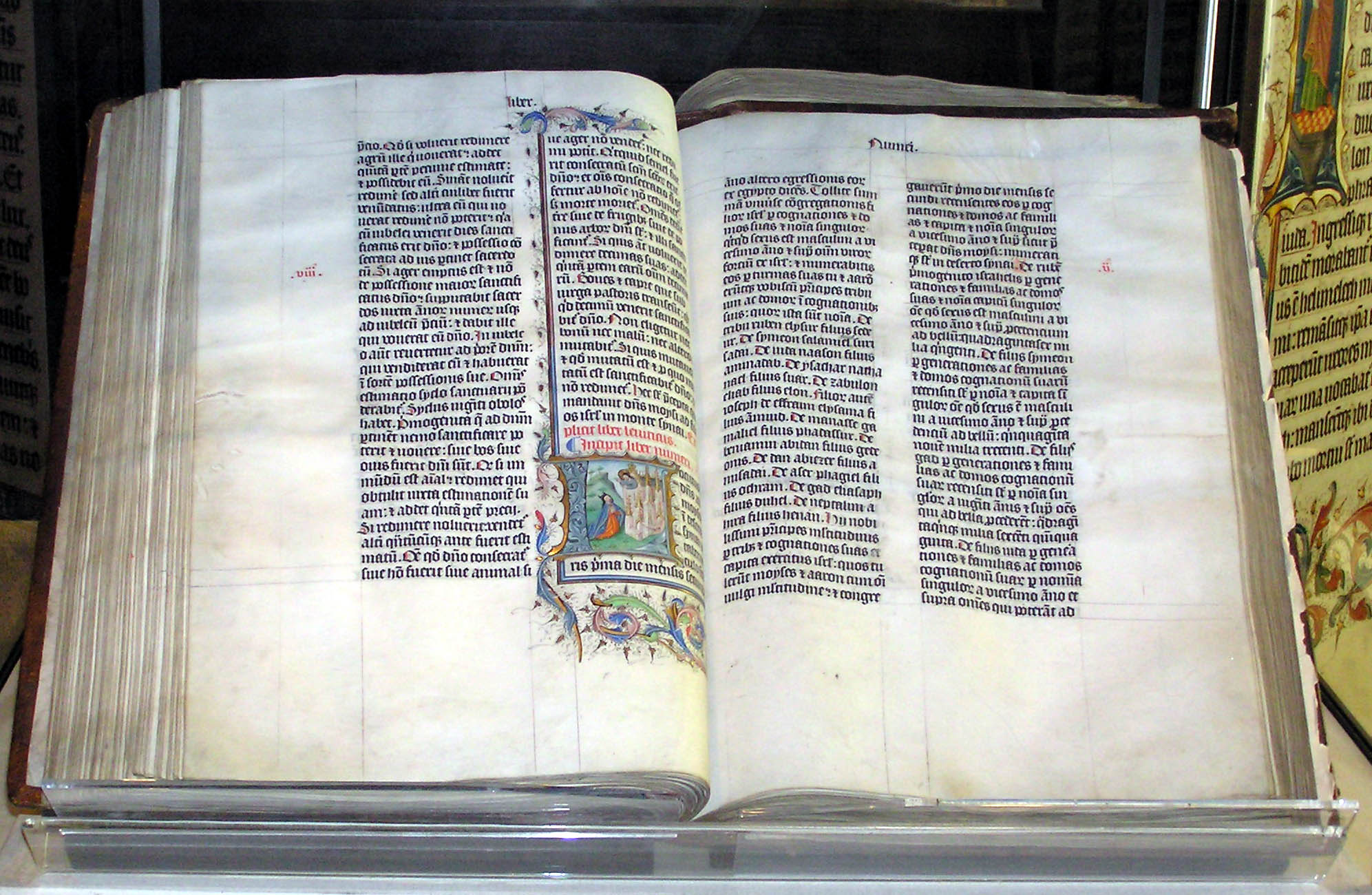
Rękopis Wulgaty z 1407 r. do czytania na głos w klasztorze

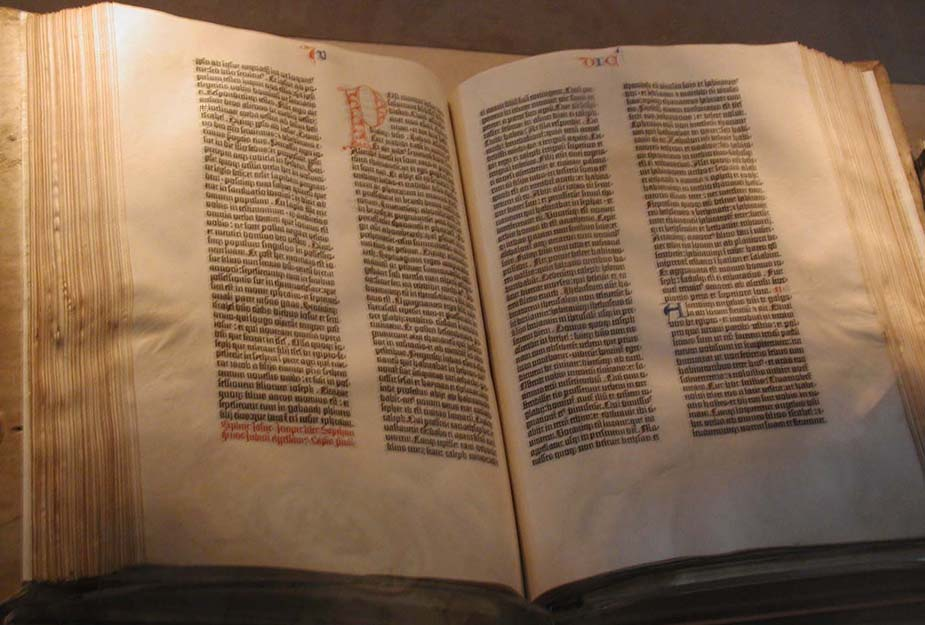
Biblia Gutenberga pierwsza książka drukowana przy użyciu ruchomej czcionki

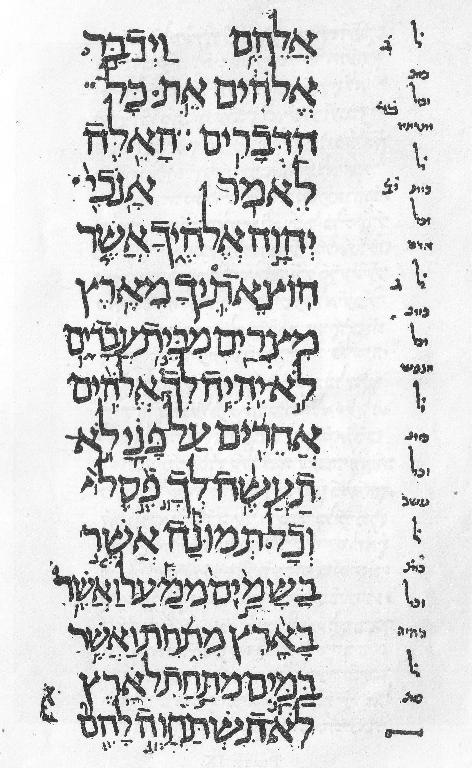
Fragment hebrajskiego tekstu Księgi Wyjścia rozdz. 20 (Dziesięć Przykazań)

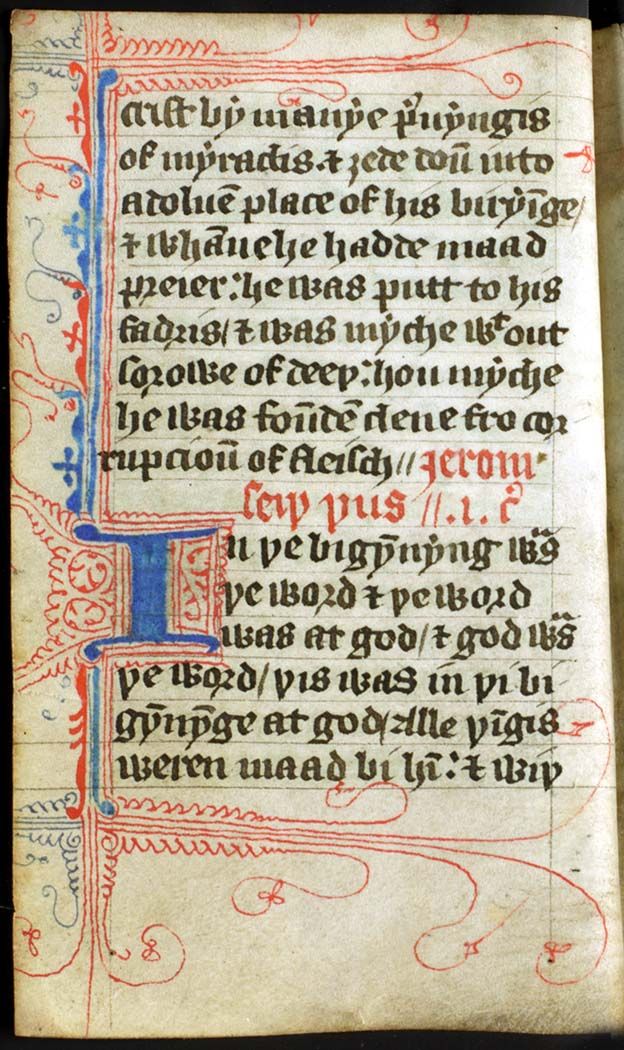
Pierwsza strona Ewangelii Jana z Biblii Johna Wyclifa (XIV wiek)

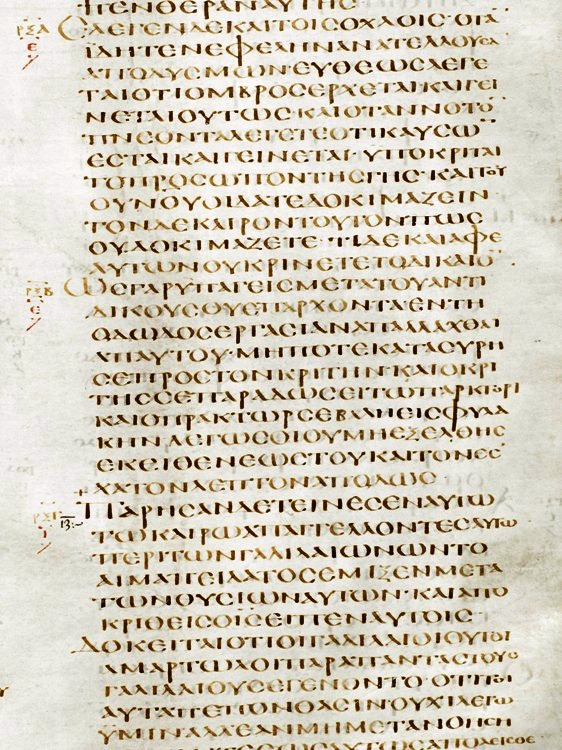
Fragment Ewangelii Łukasza w Kodeksie Aleksandryjskim z V wieku

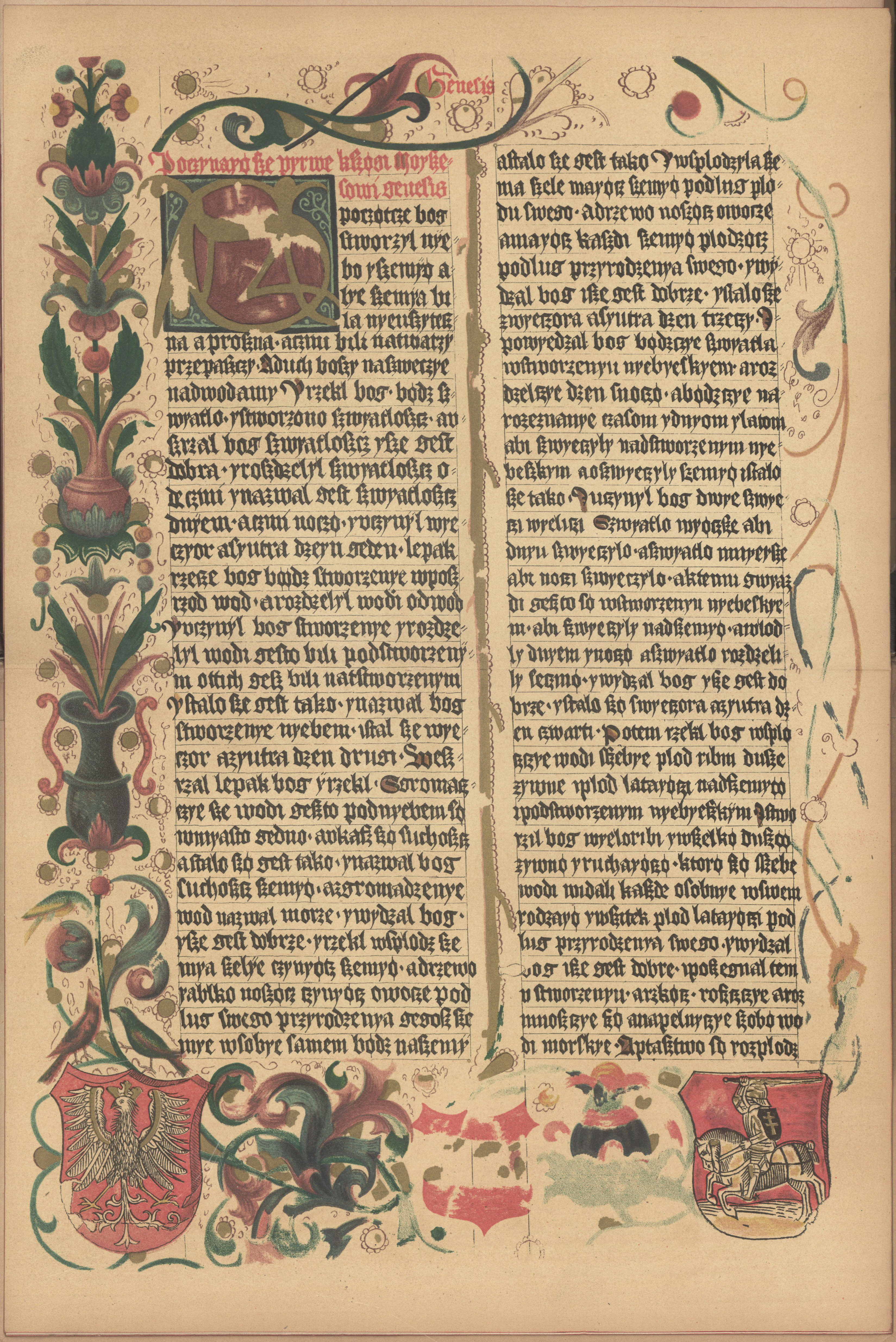
Kopia cyfrowa XIX-wiecznej reprodukcji karty z Biblii Królowej Zofii (1455)

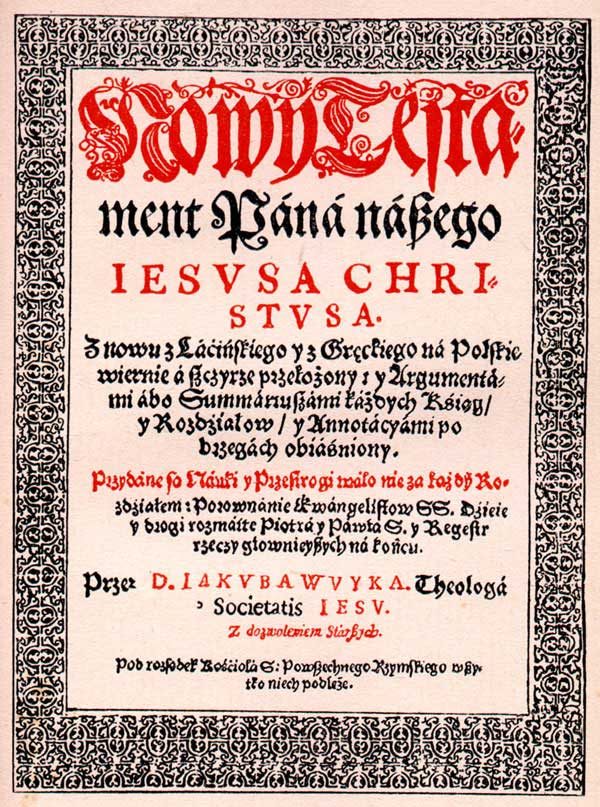
Strona tytułowa pierwszego wydania Biblii Wujka

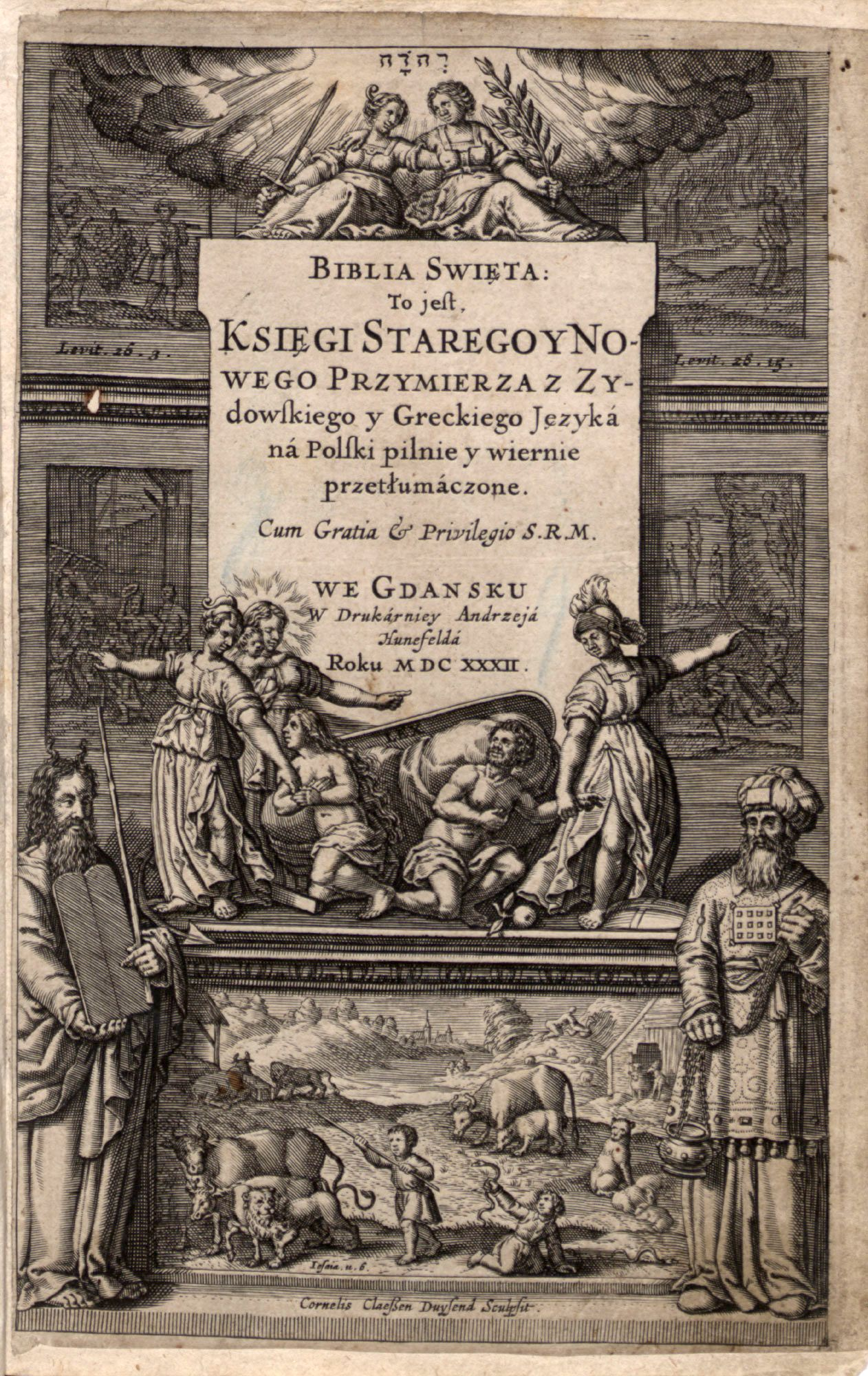
Strona tytułowa Biblii gdańskiej

Biblia (stgr. βιβλίον, biblion – zwój papirusu, księga; l.m. βιβλία, biblia – księgi), Pismo Święte – wspólna nazwa (hiperonim) różnych dzieł literackich, zwanych kanonami. Łączy je znaczna część wspólna i to, że są otoczone kultem religijnym: judaizm, chrześcijaństwo i niektóre inne religie abrahamowe uznają swoje kanony za Słowo Boże – objawienie natchnione przez Boga.
Dwa główne znaczenia Biblii – grupy kanonów – to:
- Biblia hebrajska – Tanach;
- Biblia chrześcijańska – treść Biblii hebrajskiej zalicza do Starego Testamentu i zawiera też Nowy Testament[1]. Poszczególne odłamy i tradycje różnią się zestawem świętych ksiąg.

Teksty włączane do Biblii powstawały przez większość I tysiąclecia p.n.e. i w I wieku n.e., w językach hebrajskim, aramejskim i w greckim (w formie koinè, gr. κοινὴ). W IV w. pojawiły się ściśle określone kanony ogłaszane na synodach; w czasach nowożytnych pojawiły się inne – reformacja uznała część kanonu katolickiego za apokryfy, a prawosławie uznało szerszą pulę.
Autorstwo Biblii jest w dużym stopniu anonimowe, choć legendy i tradycje przypisują część Biblii hebrajskiej Mojżeszowi, a Nowy Testament był prawdopodobnie pisany przez apostołów i ich uczniów, co sugerują nie tylko tytuły poszczególnych tekstów.
Biblie to dzieła wielogatunkowe i wielorodzajowe – zawierają narracje, np. mity kosmogoniczne i kroniki, jak również poezję, np. psalmy.
Biblie i pokrewne teksty bada biblistyka.

## Kanon
Do IV wieku n.e. nie było powszechnie przyjmowanego kanonu Biblii. Lokalne kościoły, jak i poszczególne regiony, miały do niego własne podejście. Na Wschodzie odrzucano Apokalipsę, na Zachodzie – List do Hebrajczyków, a do pism kanonicznych zaliczano np. List Barnaby. Kościół Syryjski początkowo uznawał 22 księgi. W innych wspólnotach czytano Diatessaron, Pasterz Hermasa, Apokalipsę Piotra i inne pisma uznawane przez innych za apokryficzne. Jedne z pierwszych wzmianek o przyjętym w starożytnym Kościele zestawie ksiąg kanonicznych pojawiają się w zachowanych pismach autorów chrześcijańskich IV wieku, m.in. św. Atanazego, św. Augustyna, św. Hieronima, św. Rufina. W tym też okresie podejmowano próby sformalizowania tradycyjnego wykazu, m.in. na lokalnych synodach w Hipponie w 393 roku i w Kartaginie w 397 roku. Kanon przyjął swoją ostateczną formę w Kościele rzymskokatolickim na Soborze Trydenckim 8 kwietnia 1546 roku. Kościół Wschodni uznał postanowienia synodów z Hippony i Kartaginy za wiążące na synodzie trullańskim. W późniejszym czasie przyjął inny, obszerniejszy zestaw, który zmieniano na przestrzeni wieków. Kościoły prawosławne zadecydowały o zawartości swojej Biblii w 1672 r. na synodzie w Jerozolimie. Włączyły one do niej większość ksiąg „deuterokanonicznych”. Święty Synod wschodniego Kościoła prawosławnego zwołany w 1950 r. dodał do niej Trzecią Księgę Machabejską, Czwartą Księgę Machabejską (w apendyksie) i Psalm 151. Różnice pomiędzy kanonem przyjętym przez Kościoły Wschodnie a funkcjonującym w Kościele Zachodnim istnieją do dzisiaj.
Protestancki kanon jest identyczny z kanonem zawartym w Prologus Galeatus św. Hieronima.
Księgi starotestamentalne, które nie wchodzą w skład kanonu hebrajskiego, a zaliczają się do katolickiego, katolicy i prawosławni nazywają księgami deuterokanonicznymi. Przez żydów i protestantów są uważane za apokryfy.

### Stary Testament
Na Stary Testament składa się, w zależności od uznawanego kanonu:
- 39 ksiąg – kanon hebrajski, uznawany przez żydów i wyznania protestanckie. Starożytny, tradycyjny kanon żydowski wymienia znanych obecnie 39 ksiąg natchnionych, jednak wylicza 24 lub 22 księgi, łącząc niektóre obecnie znane księgi. To drugie zestawienie wymieniające 22 księgi, łącząc Księgę Rut z Księgą Sędziów oraz Lamentacje (Treny) z Księgą Jeremiasza, uzyskuje liczbę ksiąg równą liczbie liter w alfabecie hebrajskim;
- 46 ksiąg – kanon katolicki (lub 47 jeśli za odrębną księgę uznać List Jeremiasza, który w wydaniach katolickich stanowi 6 rozdział Księgi Barucha);
- 49 ksiąg – kanon prawosławny (lub więcej, w zależności od lokalnego kultu – prawosławni uznają wszystkie księgi, które pojawiły się w Biblii greckiej – Septuagincie).

Treścią Starego Testamentu jest historia i dziedzictwo kulturowe i religijne narodu izraelskiego. Zostały one pierwotnie spisane w języku hebrajskim i aramejskim.
Księgi Starego Testamentu chrześcijanie dzielą na:
- księgi historyczne;
- księgi profetyczne;
- księgi dydaktyczne.

Według innego podziału, mającego korzenie w judaizmie, są to: Pięcioksiąg Mojżeszowy (hebr. Tora), Prorocy (hebr. Newiim) i Pisma (hebr. Ketuwim).
Dla judaizmu najważniejsza jest najstarsza część Biblii – Pięcioksiąg Mojżeszowy, który opisuje powstanie świata, losy Żydów od czasów Abrahama aż do powrotu z Egiptu do ziemi Kanaan, oraz – co dla żydów jest najważniejsze – podstawowe zasady judaizmu, od sposobu sprawowania kultu i obchodzenia świąt, po szczegółowe zasady odżywiania się i ubioru. Na Pięcioksiąg składają się księgi:
- Rodzaju;
- Wyjścia;
- Kapłańska;
- Liczb;
- Powtórzonego Prawa.

Dla judaizmu święte są także wszystkie pozostałe księgi Starego Testamentu. Są to oprócz Tory:
- Księgi proroków – w nich zawarte są wszystkie kolejne proroctwa, czyli zgodnie z tradycją treści, które prorocy na zlecenie Boga przekazywali wiernym. Często znajdują się tam również opisy dziejów poszczególnych proroków:
  - Jozuego;
  - Sędziów;
  - Samuela (1 i 2 jako jedna księga);
  - Królów (1 i 2 jako jedna księga);
  - Izajasza;
  - Jeremiasza;
  - Ezechiela;
  - Dwunastu proroków (Ozeasza, Joela, Amosa, Abdiasza, Jonasza, Micheasza, Nahuma, Habakuka, Sofoniasza, Aggeusza, Zachariasza, Malachiasza).
- Księgi hagiograficzne – dzielą się one na dzieła poetyckie, będące zbiorami pieśni, przysłów, kazań i poematów, które uznano za święte, oraz księgi o charakterze historyczno-legendarnym, opisujące dzieje osób, które były dla żydów ważne ze względów religijnych, ale nie zostały uznane za proroków:
  - Psalmów;
  - Przysłów;
  - Hioba;
  - Pieśń nad pieśniami;
  - Rut;
  - Lamentacje Jeremiasza (Treny);
  - Księga Koheleta (Eklezjastesa, Kaznodziei);
  - Estery;
  - Daniela;
  - Ezdrasza i Nehemiasza;
  - Kronik (1 i 2 jako jedna księga).

### Nowy Testament
Dla chrześcijan, uznających świętość Starego Testamentu, podstawowe znaczenie ma również Nowy Testament, spisany w języku greckim, przynajmniej w decydującej części, w drugiej połowie I wieku n.e. Treścią Nowego Testamentu jest ewangelia, czyli „Dobra Nowina”, o królestwie Bożym i o zbawieniu głoszona przez Jezusa Chrystusa i jego uczniów, a także dzieje pierwszych gmin chrześcijańskich.
Judaizm i islam nie uznają Nowego Testamentu za pisma święte, chociaż islam uważa Jezusa Chrystusa za proroka, a Koran powtarza niektóre opisy Ewangelii.
Nowy Testament składa się z 27 ksiąg:
- Cztery Ewangelie – zapis życia i nauczania Jezusa Chrystusa:
  - w tym trzy Ewangelie synoptyczne:
    - Ewangelia Mateusza,
    - Ewangelia Marka,
    - Ewangelia Łukasza,

  - oraz
    - Ewangelia Jana;
- Dzieje Apostolskie – księga opisująca początki Kościoła, po wniebowstąpieniu Jezusa, ukazane na tle działalności niektórych apostołów (św. Piotr, św. Paweł, św. Jakub Starszy i Młodszy);
- księgi dydaktyczne – zbiór listów pisanych przez apostołów:
  - 13 listów Pawła z Tarsu;
  - List do Hebrajczyków (powstały prawdopodobnie w środowisku Pawłowym, skierowany do jednej z gmin judeochrześcijańskich, prawdopodobnie w Jerozolimie);
  - 7 listów powszechnych (św. Jakuba, 1 i 2 św. Piotra, 1, 2 i 3 św. Jana, św. Judy Tadeusza);
- Apokalipsa, zwana też Objawieniem świętego Jana – księga prorocka.

## Podział na rozdziały
Podział ksiąg Biblii na rozdziały został dokonany w XII w., a wersety zostały ponumerowane w XVI w. Ułatwiają wskazanie odpowiedniego miejsca w Biblii, której księgi oznaczone są umownymi skrótami (sigla).
Przykładowo:
- 2 Sm 10,5 = Druga Księga Samuela, rozdział 10, werset 5;
- Mt 25, 31-46 = Ewangelia według św. Mateusza, rozdział 25, wersety od 31 do 46[5].

Wersja katolicka Biblii posiada łącznie 1261 rozdziałów.

## Historyczność Biblii
Obecnie większość ksiąg Starego Testamentu uznaje się za dzieła złożone (powstałe w obecnej formie z dzieł więcej niż jednego autora, m.in. tzw. teoria źródeł), które poprzedzała tradycja ustna i proces redakcji. W niektórych księgach Starego Testamentu występują wyraźne nawiązania do literatury Bliskiego Wschodu, np. w opisie powstania świata albo w treści psalmów i ksiąg mądrościowych.
Najstarsze partie Starego Testamentu (np. Wj 15,21) powstały około X wieku p.n.e., najnowsze pochodzą z II lub nawet I wieku p.n.e. (Księga Daniela). Według Alberta de Pury i Antoona Schoorsa działalność piśmiennicza na szerszą skalę zaczęła się w Izraelu i Judzie w latach 750–680 p.n.e. Rosnąca liczba badaczy datuje spisanie większości Starego Testamentu na okres panowania perskiego, pomiędzy 539 p.n.e. a 330 p.n.e.
Zgodność ksiąg Starego Testamentu z wydarzeniami zależy od ich gatunku literackiego. Odkrycia archeologiczne, jak też badanie stylu literackiego tzw. ksiąg historycznych (np. Ksiąg Samuela i Królewskich) potwierdzają ich wczesne pochodzenie i wartość jako źródła historycznego. Z kolei niektóre księgi mądrościowe np. Księga Rut mają charakter midraszy i luźny związek z rzeczywistymi zdarzeniami. Według Gerharda von Rada piśmiennictwo historyczne starożytnego Izraela różni się charakterem od współczesnego naukowego sposobu opisywania historii. O ile współczesna historiografia dąży do przekazania jedynie informacji krytycznie zweryfikowanych, o tyle relacja ksiąg biblijnych jest obrazem kerygmatycznym, który ma na celu maksymalizację treści teologicznej. Izrael w opisie historii posługuje się środkami właściwymi dla starożytności, w których nie sposób odróżnić faktów historycznych od uduchowionych interpretacji. Dlatego biblijny obraz historii może znacząco różnić się od podawanego przez współczesną naukę. Nie oznacza to jednak, że starotestamentowa wizja historii Izraela jest pozbawiona wartości – przeciwnie, wypływa ona z głębi historycznego doświadczenia niedostępnego dla krytycznych badań historycznych. Von Rad uważa, że biblijne piśmiennictwo historyczne ma charakter poetycki, przy czym poezję traktuje – za Wilhelmem Diltheyem – nie tylko jako środek artystyczny, ale pewien zmysł rozumienia rzeczywistości. Jako przykład obrazu kerygmatycznego podaje pewne epizody z historii patriarchów, które, jego zdaniem, opisują pewne historyczne doświadczenia zbiorowości mówiąc o jednostce.
Księgi Nowego Testamentu powstały w I wieku. Według większości współczesnych chronologii do najstarszych fragmentów Nowego Testamentu należą Listy Pawła z Tarsu. Dzieje Apostolskie i Apokalipsa są dziełami późniejszymi. Dzieje Apostolskie mogły zostać spisane po opisanych tam wydarzeniach (po 60 roku n.e.), ale współczesna krytyka biblijna przesuwa je na lata 80–90. Apokalipsa zwykle datowana jest na rok 96.
W debacie na temat historyczności Jezusa Chrystusa powoływano się zarówno na świadectwo Nowego Testamentu, jak i na źródła pochodzące od pisarzy starożytnych (między innymi Józefa Flawiusza, Tacyta i Swetoniusza) lub inne tradycje chrześcijańskie.

## Przekłady Biblii
Biblia była tłumaczona już w starożytności. Pierwsze przekłady Starego Testamentu dokonywane w III wieku p.n.e. służyły Żydom mieszkającym poza Palestyną, jak też prozelitom (poganom nawracającym się na judaizm). Powstała wtedy Septuaginta, przekład z hebrajskiego na grecki, powstały w diasporze aleksandryjskiej. Ponadto, z racji tego, że po powrocie z wygnania babilońskiego w 538 roku p.n.e., językiem powszechnie stosowanym przez Żydów stał się aramejski, dokonywano przekładów ksiąg biblijnych na ten język.
Tak powstawały targumy, które były nie tyle dosłownym tłumaczeniem Biblii, lecz dość swobodną parafrazą, wraz z dodatkowymi wyjaśnieniami.
Po powstaniu chrześcijaństwa standardowym przekładem całej Biblii na łacinę, używanym w liturgii stała się Wulgata, przetłumaczona przez Hieronima w latach 382–406. Od II do VII wieku dokonano wielu innych translacji m.in. na język syryjski (Peszitta), koptyjski, etiopski, gocki, ormiański, gruziński, perski, nubijski i arabski. W IX wieku na język staro-cerkiewno-słowiański przekładu dokonali Cyryl i Metody.
W średniowieczu oficjalną wersją kościelną Biblii była Wulgata. Do roku 1500 ukazały się dziewięćdziesiąt cztery wydania całego Pisma Świętego w przekładzie św. Hieronima. Wśród tych edycji pięćdziesiąt siedem pochodziło z terenów niemieckojęzycznych. We Włoszech wydrukowano dwadzieścia siedem wydań całego Pisma Świętego, w tym dwadzieścia dwa w Wenecji. We Francji wytłoczono dziesięć edycji Wulgaty. Zakładając, że drukowano po 500 egzemplarzy na edycję, w samym XV wieku powstało 47 tys. sztuk Wulgaty.
Oblicza się, że w samych Niemczech do pojawienia się tłumaczeń Lutra (1522) ogłoszono drukiem 8–10 tys. egzemplarzy Biblii po niemiecku. Powstało również ok. 1000 sztuk Biblii po czesku i katalońsku. Ogólnie w XV wieku wydrukowano ok. 15,5 tys. egzemplarzy Biblii w językach narodowych.
W latach reformacji Biblię (Wulgatę) zaczęto jeszcze powszechniej przekładać na języki narodowe. W tym też okresie pojawiło się zainteresowanie tłumaczeniem Biblii nie z łaciny, lecz z języków oryginału. W świecie anglosaskim najpopularniejsza stała się protestancka Biblia króla Jakuba, oparta na językach oryginału, charakteryzująca się dosłownością przy zachowaniu pięknego języka.
Pierwszym zachowanym polskim przekładem był pochodzący z pierwszej połowy XV wieku Psałterz floriański. Pierwszym kompletnym tłumaczeniem Biblii z języków oryginału na język polski była Biblia brzeska z 1563 r. Kościół katolicki w Polsce, aż do XX wieku korzystał z przełożonej z Wulgaty Biblii Jakuba Wujka (1599), dla protestantów głównym źródłem była Biblia gdańska (1632).
Druga połowa XX wieku przyniosła kilkanaście przekładów bezpośrednio z języków oryginału. Wśród katolików najbardziej popularna jest wydana w 1965 Biblia Tysiąclecia, pierwszy polski katolicki przekład całej Biblii z języków oryginału, która stała się oficjalnym przekładem liturgicznym. Polscy protestanci korzystają najczęściej z Biblii warszawskiej.
Według danych Wycliffe Global Alliance z 1 września 2024 roku cała Biblia była dostępna w 756 językach – są one językami ojczystymi dla około 6 miliardów ludzi. Sam Nowy Testament przetłumaczono na kolejne 1726 języków, którymi posługuje się dalsze 835 mln osób, a co najmniej jedną księgę biblijną – dodatkowo na 1274, których używa kolejne 468 mln ludzi. Nie było w tym czasie natomiast przekładów w językach ojczystych dla 177,6 mln ludzi, posługujących się 3640 językami. Oznacza to, że całość lub część Biblii była wtedy dostępna w sumie w 3756 językach, będących językami ojczystymi dla ponad 98% ludności świata.

## Znaczenie Biblii
- Biblia to jeden z głównych filarów szeroko rozumianej kultury europejskiej[17] i światowej,
- jest uważana przez większość chrześcijan za świętą księgę, stąd synonim – Pismo Święte,
- jest nośnikiem idei i zasad moralnych; w niektórych krajach zwyczajowo na Biblię przysięgają funkcjonariusze publiczni oraz świadkowie w sądach (mogą także przysięgać na inny tekst, zazwyczaj na konstytucję)[18],
- ma w niej swe początki wiele gatunków literackich jak np.: (hymn, list, pieśń, przypowieść, psalm, tren)[potrzebny przypis],
- biblijne wątki, tematy, postacie, symbole itd. pojawiały się w sztuce, literaturze, muzyce,
- jest źródłem związków frazeologicznych,

- jest cennym źródłem historycznym.

### Znaczenie Starego i Nowego Testamentu w katolicyzmie
Rolę ksiąg zarówno Starego, jak i Nowego Testamentu w katolicyzmie określa Katechizm Kościoła Katolickiego promulgowany przez Jana Pawła II w dniu 25 czerwca 1992.
Katechizm mówi, że autorem Pisma świętego – choć napisali je ludzie – jest Bóg, dlatego wszystkie księgi Starego i Nowego Testamentu w całości, ze wszystkimi ich częściami Kościół katolicki uważa za święte (punkt 105). Autorzy biblijni przekazali na piśmie „to wszystko i tylko to”, czego chciał Bóg (punkt 106). „Księgi biblijne w sposób pewny, wiernie i bez błędu uczą prawdy, jaka z woli Bożej miała być przez Pismo święte utrwalona dla naszego zbawienia” (punkt 107). „Stary Testament jest nieodłączną częścią Pisma świętego. Jego księgi są natchnione przez Boga i zachowują trwałą wartość, ponieważ Stare Przymierze nigdy nie zostało odwołane” (punkt 121). „Chrześcijanie czczą Stary Testament jako prawdziwe słowo Boże. Kościół zawsze z mocą przeciwstawiał się idei odrzucenia Starego Testamentu pod pretekstem, że Nowy Testament doprowadził do jego przedawnienia” (punkt 123). Wydarzenia opowiadane w Piśmie świętym zostały zapisane „ku pouczeniu nas” (punkt 117).
W Kościele katolickim obchodzone są Tydzień Biblijny (od 2009) i Niedziela Słowa Bożego (od 2020).

## Zakaz posiadania i czytania Biblii

### Katolicyzm
Do XI wieku tłumaczono i kopiowano księgi Pisma Świętego bez ingerencji ze strony Magisterium Kościoła. Wprowadzono ograniczenia pod koniec XII i w XIII wieku w związku z pojawiającymi się ruchami katarów, waldensów i albigensów. Kościół katolicki nigdy nie zakazał czytania Biblii w ogóle. Intencją prawodawców kościelnych i świeckich było uchronienie wiernych przed heretyckim wykładem ksiąg świętych.
W XV wieku, po wynalezieniu druku, pojawiło się wiele wydań Biblii po łacinie oraz w językach narodowych. Początkowo edytorstwo biblijne nie było regulowane żadnymi przepisami Kościoła. Jednak wkrótce stwierdzono, że drukowanie może stać się niebezpiecznym narzędziem propagowania herezji, dlatego zaczęto wprowadzać cenzurę ksiąg przeznaczonych do wydania.
Jedyne, obejmujące całą wspólnotę Kościoła, ograniczenia w korzystaniu Pisma Świętego, dotyczyły przekładów niekatolickich – nigdy nie ograniczano korzystania z Biblii w językach oryginału ani w przekładzie łacińskim. Pojawiały się natomiast zakazy lokalne, związane m.in. z aktualnie panującą na danym terenie herezją. Zakaz taki wydał dla diecezji wchodzących w skład metropolii Narbonne synod prowincjonalny w Tuluzie (1229 r.) i obejmował on zarówno wersję łacińską, jak i przekłady na języki narodowe. Dozwolone było posiadanie brewiarzy i psałterzy, wydanych w języku łacińskim.
Tłumacze Biblii na języki narodowe, o ile można ich było zidentyfikować, byli ekskomunikowani i karani. Taki los spotkał m.in. Williama Tyndale, pierwszego tłumacza Biblii na język angielski z języków oryginału, który został spalony na stosie. Penalizacja tłumaczenia i prywatnego posiadania oraz prywatnej lektury Biblii była wielokrotnie powtarzana i stosowana z różnym nasileniem w różnych częściach Europy. Np. w 1414 roku czytanie angielskich przekładów Biblii było zabronione pod karą śmierci oraz utratą przez krewnych praw do dziedziczenia ziemi, bydła i innych dóbr osoby winnej czytania Biblii.
W 1527 roku teologowie z Sorbony, potępiając naukę Erazma, nawołującego do powszechnego czytania Pisma Świętego, oświadczyli, że Kościół katolicki nie zabrania czytania Biblii w ogóle, ale wprowadza ograniczenia wobec tych, dla których taka lektura mogłaby się stać powodem popadnięcia w herezję. Wolno było czytać Pismo Święte, ale zawsze z prawowiernym wyjaśnieniem, które odpowiadałoby poziomowi intelektualnemu czytelników.
Jedynym oficjalnym i uznawanym na mocy decyzji Soboru Trydenckiego tekstem Pisma Świętego była łacińska Wulgata. Kościół katolicki wielokrotnie potępiał tłumaczenie Biblii na języki narodowe (o ile nie odbywały się za oficjalnym zezwoleniem) i jej rozpowszechnianie, a także działalność towarzystw biblijnych:
- list apostolski Magno et acerbo Piusa VII z dnia 3 września 1816 roku do arcybiskupa Mohylewa
- encyklika Ubi primum Leona XII z dnia 5 maja 1824 roku
- encyklika Traditi humilitati Piusa VIII z dnia 24 maja 1829 roku
- encyklika Qui pluribus Piusa IX z dnia 9 listopada 1846 roku
- alokucja Singulari quadam Piusa IX z dnia 9 grudnia 1854 roku
- syllabus błędów dołączony do encykliki Quanta cura Piusa IX z dnia 8 grudnia 1864 roku

Leon XIII wydał 25 stycznia 1897 roku wykaz ksiąg zakazanych – Index librorum prohibitorum i w nim figuruje także Biblia, jeżeli tłumaczona jest na język ojczysty bez imprimatur władz kościelnych.

### Zakazy współczesne
Obecnie (w 2016) posiadanie, rozpowszechnianie Biblii jest ograniczone głównie w niektórych państwach tradycyjnie niechrześcijańskich, w których prawo do wolności religijnej nie jest w pełni zagwarantowane. Najbardziej rygorystyczne sankcje obowiązują w Uzbekistanie, Korei Północnej, Arabii Saudyjskiej oraz na Malediwach, gdzie samo posiadanie Biblii jest zabronione prawem. Oprócz tego w Libii oraz w Maroku zakazane jest posiadanie Biblii w języku arabskim.

### Treść Biblii
- Codex Sinaiticus (Kodeks Synajski) – reprint najstarszego znanego egzemplarza całej Biblii w języku greckim, z połowy IV wieku n.e.
- Biblia Internetowa – 123 przekładów Pisma Świętego w 23 językach, w tym 30 w języku polskim, oraz wersje w grece i hebrajskim. Księgi protokanoniczne, deuterokanoniczne i apokryfy.
- Biblia 2000 – tekst Biblii w głównych polskich przekładach oraz Wulgata i Septuaginta.
- Bible Gateway (ang.) – teksty przekładów anglojęzycznych.
- Wordproject – Biblia audio język polski.
- rBiblia – Polski darmowy program umożliwiający przeglądanie oraz porównywanie ponad 260 różnych tłumaczeń biblijnych.

### Inne
- Baza artykułów biblistyki polskiej
- Karolina Głowacka i Marcin Majewski, Biblia – czy tłumaczenia wiernie przekazały nam tekst Pisma?, kanał „Radio Naukowe” na YouTube, 29 maja 2025 [dostęp 2025-05-29].